# Tervuerense herder
De Tervuerense herder, ook Tervurense of Tervuurse herder gespeld, behoort tot de groep van de Belgische herders. Hij is naar de gemeente Tervuren, bij Brussel, vernoemd. De extra letter 'e' in 'Tervuerense herder' is te verklaren door de Franse en Engelse schrijfwijzes  die de vroegere  Nederlandse spellingsvorm  behouden hebben.

## Uiterlijk
De honden hebben een langharige, gladde vacht. Ze komen voor in rood, grijsbruin gemêleerd en alle kleurschakeringen van grijs en bruin tot en met zwart, een zwart masker is altijd verplicht. De kleuren hebben allemaal een naam, zoals grijs gris charbonné is. De beharing is lang en ze hebben een typische 'kraag'.
Zijn schofthoogte is 56 tot 66 centimeter, afwijking van enkele centimeters naar boven of naar beneden is toegestaan. Zijn gewicht kan hierdoor variëren van 25 tot 35 kilogram.

## Verzorging
Deze honden mogen niet te veel worden gekamd of geborsteld, aangezien anders de dikke ondervacht beschadigd zou kunnen worden. Tijdens de rui kan een grofgetande kam wel goede diensten bewijzen. Veelvuldig borstelen van een Tervuerense herder buiten de ruiperiode heeft alleen maar tot gevolg dat de hond nog meer haar verliest. Tervuerense herders hebben veel beweging en aandacht nodig. De honden moeten goed getraind zijn, want ze houden van beweging, zoals achter een bal of frisbee aan rennen.
Tervuerense herders hebben een consequente maar vriendelijke opvoeding nodig door hun gevoelige en speelse aard.

## Aard
De Tervuerense herder moet, net zoals zijn naaste familielid de groenendaeler, van jongs af aan gewend raken aan kinderen en andere huisdieren. Dan levert dat later geen enkel probleem op. Ze zijn aanhankelijk en zijn het liefst dicht bij hun baas.
Zoals alle Belgische herders wordt hij vaak als gezinshond of beschermhond gehouden.
De Tervuerense herder is zeer intelligent en heeft dan ook baat bij voldoende beweging en (mentale) uitdaging.

## Trivia
- In de Belgische gemeente Tervuren staan tussen het Administratief Centrum ‘De Zevenster’ en het Vrijetijdscentrum ‘De Warandepoort’ twee reusachtige, bijna identieke, sculpturen van het Nederlandse kunstenaarsduo Fons Broess en Barbara Recourt die Tervuerense herders voorstellen[1][2]. Het werk werd verkozen uit een veelheid van inzendingen door een jury voorgezeten door toenmalig NRC Handelsblad-hoofdredacteur Peter Vandermeersch[3].
- In het Amsterdamse Oosterpark is een monument terug te vinden voor de politiespeurhond 'Ab' of 'Appie', de Tervuerense herder Albert (1916-1923).[4]